# Museo del Monasterio de San Joaquín y Santa Ana
El Museo del Monasterio de San Joaquín y Santa Ana es un museo de arte sacro que se encuentra en la iglesia del Real Monasterio de San Joaquín y Santa Ana en Valladolid (España). Incluye valiosas piezas de la escultura barroca española (Gregorio Fernández, Pedro de Mena), mientras que la iglesia atesora tres lienzos juveniles de Goya, únicos cuadros del pintor aragonés conservados en Castilla y León.

## Historia
En 1978 el interior de la iglesia del monasterio fue habilitado por las monjas como museo de arte sacro. En sus diez salas se muestran numerosas piezas artísticas y objetos devocionales de la vida monacal, como pinturas de escuela castellana del siglo XVI, elementos de vajilla y orfebrería, atavíos litúrgicos, telas y una colección de imágenes para vestir del Niño Jesús y San Juanito. Asimismo, figura una Virgen con el Niño del siglo XIII.

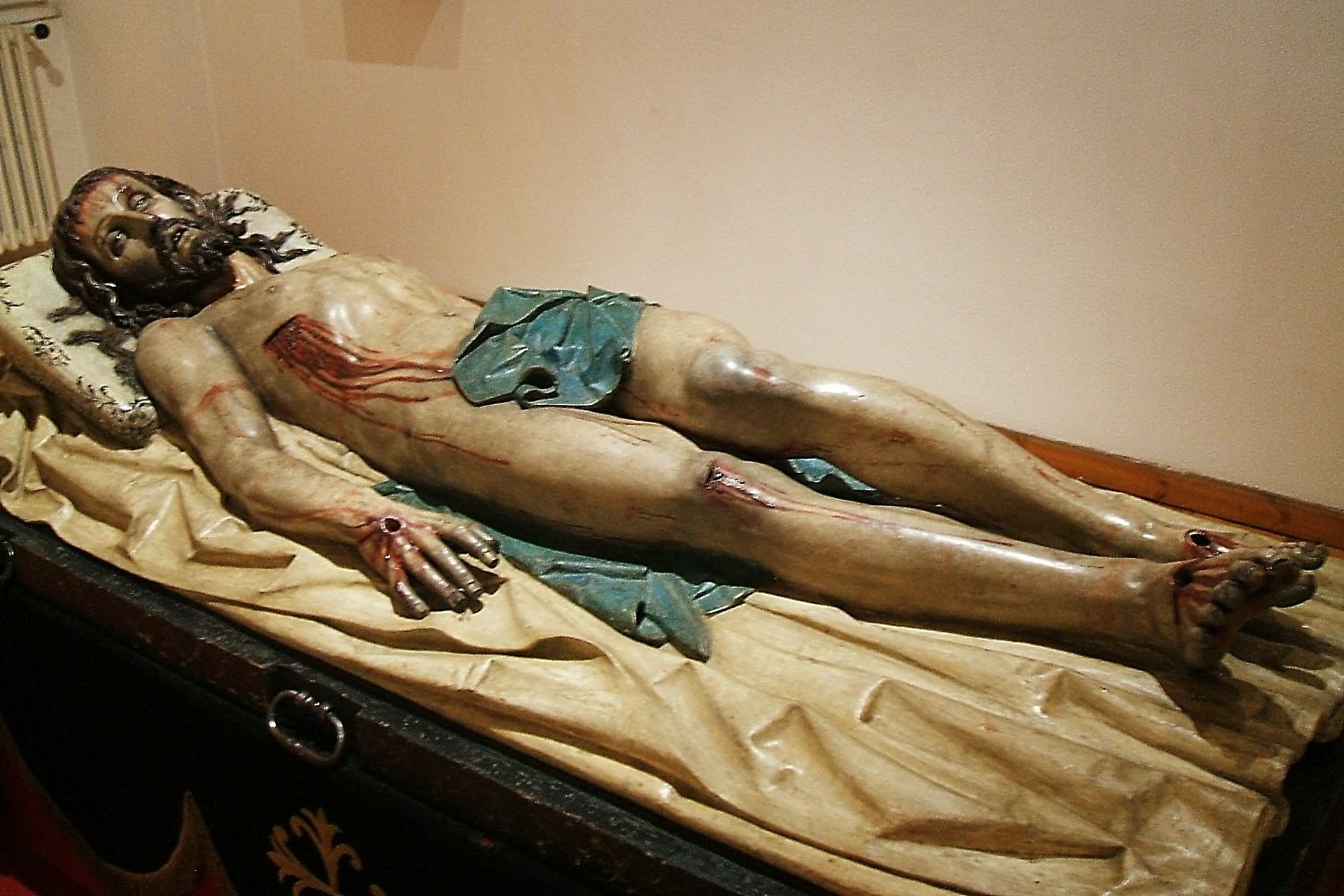
Cristo Yacente, de Gregorio Fernández.

Las obras más valiosas son dos tallas en madera policromada del Barroco español del siglo XVII: un Cristo Yacente obra postrera del escultor Gregorio Fernández (1634), que hoy en día es imagen titular de la Cofradía del Santo Entierro, y una Dolorosa del granadino Pedro de Mena (1670).
El 1 de septiembre de 2016, el museo acaparó la atención de expertos y medios nacionales e internacionales al presentarse y estrenarse en su iglesia la cantata K. 477a Per la ricuperata salute di Ofelia de Wolfgang Amadeus Mozart y Antonio Salieri, cuya partitura estuvo más de dos siglos perdida. El autor del hallazgo en Praga, Timo Jouko Herrmann, asistió al evento que estuvo impulsado por el vallisoletano Ernesto Monsalve, que ofreció una conferencia e interpretó la obra al clave acompañando a la soprano Sara Rodríguez. Una placa conmemorativa preside el acceso a la iglesia desde entonces.

## Información
El horario de visitas del Museo del Monasterio es: de lunes a domingo y festivos de 11 a 14 h y de 17 a 20:00 h martes cerrado por descanso. Festivos y domingos solo horario de mañana.
3€ la entrada, 2 € menores de 10 años